# José María Portell
José María Portell Manso (Barakaldo, 7 dicembre 1933 – Portugalete, 28 giugno 1978) è stato un giornalista spagnolo, assassinato dall'organizzazione terrorista ETA.

## Biografia
Portell è stato professore nella Escuela Altos Estudios Mercantiles di Bilbao e di giornalismo a Madrid e Barcellona.
Iniziò la sua carriera come giornalista professionista nel 1958, lavorando quasi esclusivamente nei Paesi Baschi, arrivando ad essere caporedattore del Hoja del Lunes di Bilbao e redattore de La Gaceta del Norte durante il periodo tardo franchista e i primi anni della transizione democratica. È stato anche inviato dell'Associated Press e de La Vanguardia. È stato un giornalista molto conosciuto nei Paesi Baschi, all'inizio molto centrato sull'informazione sociale e locale. Nel suo lavoro ha in alcune occasioni criticato fortemente alcune posizioni delle oligarchie locali alla fine del franchismo.
Il suo primo contatto giornalistico con il mondo del terrorismo in Spagna fu del processo di Burgos in 1970, dove furono condannati a morte sei imputati dell'ETA. Questo avvicinamento lo portò a scrivere due opere riguardanti l'organizzazione terrorista: Los hombres de ETA (Barcellona, 1974) e Euskadi: amnistía arrancada (Barcellona, 1977). Nell'estate del 1978, accanto al socialista, Txiki Benegas, Consigliere dell'Interno del Consejo General Vasco (di recente creato) ha scritto che il Governo guidato da Adolfo Suárez si era seduto a negoziare con l'ETA, ma il processo era fallito. L'allora Ministro dell'Interno, Rodolfo Martín Villa, ha negato di conoscere a Portell e le negoziazioni con l'ETA. Ciò nonostante, questa mediazione è stata riconosciuta da sua moglie e dai suoi figli, nonché da diverse fonti.
Quella stessa estate l'ETA-militare lo ha assassinato a Portugalete di mattina, alle porte della sua casa, poco prima che salisse sulla sua auto. Tre pallottole sparate da due uomini ne provocarono la morte poca prima che arrivasse all'Hospital de Cruces di Baracaldo. Era sposato con la giornalista Carmen Torres Ripa ed era padre di cinque figli. Sua moglie è scesa in strada e l'ha assistito prima che arrivassero i soccorsi.
ETA ha inviato due comunicati prima del funerale il 29 giugno, nei quali ha rivendicato l'attentato, ha accusato tutta la stampa di trattare l'ETA di modo irresponsabile, e ha minacciato varie testate (Cambio 16, Quotidiano 16, La Gaceta del Norte e El Pensamiento Navarro). L'attentato è stato condannato dall'ETA politico-militare che si trovava in pieno processo di abbandono delle armi. Gli autori dell'attentato non sono mai stato individuati.
In suo onore, l'Associazione dei giornalisti di Biscaglia ha creato il Premio José María Portell alla libertà di espressione.